# سیارک ۲۱۷۳۱
سیارک ۲۱۷۳۱ (به انگلیسی: 21731 Zhuruochen، نامگذاری:1999RT142) بیست و یک هزار و هفتصد و سی و یکمین سیارک کشف شده‌است که در ۹ سپتامبر ۱۹۹۹ کشف شد.
قدر مطلق سیارک برابر ۲۳.۴ است.